# Джекс, Терри
Терри Джекс (Terry Jacks; полное имя — Терранс Росс Джекс, Terrance Ross Jacks, род. 29 марта 1944, Виннипег, Манитоба) — канадский поп-музыкант; автор-исполнитель и продюсер. Первый успех Джексу принес хит «Which Way You Goin' Billy?», записанный им  с группой The Poppy Family (куда входила и его жена Сюзан Песклевиц): сингл возглавил канадские чарты, поднялся до #2 в США и разошёлся двухмиллионным тиражом, собрав 4 Juno Awards. Ещё большую известность принёс ему сольный хит «Seasons in the Sun»: общий тираж сингла, в 1974 году возглавившего канадские и американские чарты, превысил 11 миллионов.

## Биография
Родился и вырос в Виннипеге, в начале 60-х его семья переехала в Ванкувер. 
Будучи подростком, научился играть на гитаре. В 18 лет создал первую группу The Chessmen с гитаристом Гаем Собеллом. С 1964-1966 группа имеет четыре top-10 хитов в Ванкувере.
```
Позже к ним присоединилась 
Susan Jacks
, будущая жена Терри. К группе присоединились Крейг МакКау и Сэтвент Синг. Группа была переименована в 
The Poppy Family
.
```

Их песня Which Way You Goin' Billy? заняла #1 в чартах Канады и #2 в Чарты Billboard в США.

## Дискография

### Синглы
| Год  | Заголовок                                              | CAN | CAN A/C | U.S. | UK |
| ---- | ------------------------------------------------------ | --- | ------- | ---- | -- |
| 1970 | «I’m Gonna Capture You»                                | 16  | -       | -    | -  |
| 1972 | «Concrete Sea»                                         | 16  | 16      | -    | -  |
| 1973 | «I’m Gonna Love You Too»                               | 7   | -       | 116  | -  |
| 1974 | «Seasons in the Sun»                                   | 1   | 1       | 1    | 1  |
| 1974 | «If You Go Away»                                       | 45  | 10      | 68   | 8  |
| 1975 | «Rock and Roll (I Gave You the Best Years of My Life)» | 22  | 5       | 97   | -  |
| 1975 | «Christina»                                            | 9   | -       | 106  | -  |
| 1975 | «Holly»                                                | 64  | -       | -    | -  |
| 1976 | «Y' Don’t Fight the Sea»                               | 31  | -       | -    | -  |
| 1976 | «In My Father’s Footsteps»                             | 59  | -       | -    | -  |
| 1977 | «Hey Country Girl»                                     | 73  | 28      | -    | -  |
| 1981 | «Greenback Dollar»                                     | -   | 9       | -    | -  |
| 1983 | «You Fool Me»                                          | -   | 26      | -    | -  |
| 1987 | «Just Like That»                                       | -   | 17      | -    | -  |